# أوبي توبين
أوبي توبين (بالإنجليزية: Obi Toppin)‏ هو لاعب كرة سلة أمريكي يلعب في مركز لاعب هجوم خلفي في نادي نيويورك نيكس.

## روابط خارجية
- أوبي توبين على موقع إن بي أي (الإنجليزية)
- أوبي توبين على موقع سبورتس رفرنس (الإنجليزية)
- أوبي توبين على موقع كرة السلة الأوروبية.كوم (الإنجليزية)
- أوبي توبين على موقع إي إس بي إن.كوم (الإنجليزية)
- أوبي توبين على موقع كلية كرة السلة في سبورتس رفرنس.كوم (الإنجليزية)
- أوبي توبين على موقع ريلجم (الإنجليزية)
- أوبي توبين على موقع بروبوليرز (الإنجليزية)